# LABNL Lab Cultural Ciudadano
LABNL Lab Cultural Ciudadano es un centro de creación cultural y participación ciudadana. Funciona bajo una metodología de experimentación y colaboración entre ciudadanos para encontrar soluciones a problemáticas compartidas en comunidad.  
Esta iniciativa surge como un proyecto del Consejo para la Cultura y las Artes de Nuevo León (CONARTE), organismo cultural descentralizado que realizó las gestiones para inaugurar este espacio cultural público el 27 de febrero de 2021 en su actual sede: el Antiguo Palacio Federal, localizado en el extremo norte de la Macroplaza de la ciudad de Monterrey, Nuevo León, estado del noreste de México.
Actualmente, es gestionado por la Secretaría de Cultura de Nuevo León.

## Historia
LABNL tiene como antecedentes al MIT Media Lab, fundado en 1985, como uno de los precedentes más reconocibles para estos espacios de cocreación colaborativa y al MediaLab Matadero de Madrid.
El proyecto empezó a conformarse en 2014, tras la visita a Monterrey de Antonio Lafuente. Durante esta visita, la Dra. Melissa Segura, gestora del proyecto, empezó a idear la posibilidad de instalar un laboratorio ciudadano en Nuevo León como un proyecto de innovación y producción cultural del CONARTE.  
Fue hasta 2018 cuando CONARTE decidió que el Antiguo Palacio Federal, edificio que forma parte del patrimonio arquitectónico de Nuevo León, pasaría por un proceso de habilitación para convertirse en sede de LABNL. Se inició la planeación del proyecto arquitectónico de rehabilitación de un inmueble histórico a laboratorio ciudadano, siendo Manuel Martínez, fundador de Taller Arquitectónico, el encargado de llevar a cabo esta rehabilitación de espacio e inspirándose en espacios culturales como MediaLab Prado en Madrid y el Centro de Cultura Contemporánea de Barcelona, entre otros.
Durante 2019 se empezó a trazar el funcionamiento del laboratorio, así como la adecuación de los espacios interiores de su sede: el Antiguo Palacio Federal, proyecto llevado a cabo por la Secretaría de Infraestructura de Nuevo León y que daría inicio a mediados de 2020 en un contexto de pandemia global, y con una inversión de 120 millones de pesos para habilitar los 10 niveles del inmueble, una explanada exterior y su equipamiento. En julio de este año se anunció que el proyecto de LABNL es una de las tres iniciativas ganadoras de la 5.ª edición del Programa de Residencias de Innovación Ciudadana, convocatoria de la Secretaría de Innovación Ciudadana de la Secretaría General Iberoamericana (SEGIB). Esto implicó la participación en un programa de residencia en MediaLab Prado con el objetivo de realizar el diseño de un laboratorio ciudadano “... recibiendo formación y participando de un intenso programa de actividades que incluyen una visita al Laboratorio de Gobierno de Aragón”.
Durante estos dos años (2018 - 2020) de planeación del programa, proceso de rehabilitación de su sede, operaciones y metodología del LABNL se contó con la asesoría de instituciones como el British Council, el Instituto Nacional de Bellas Artes y Literatura, MediaLab Matadero, el Consejo Superior de Investigaciones Científicas de España y el Tecnológico de Monterrey, entre otros.

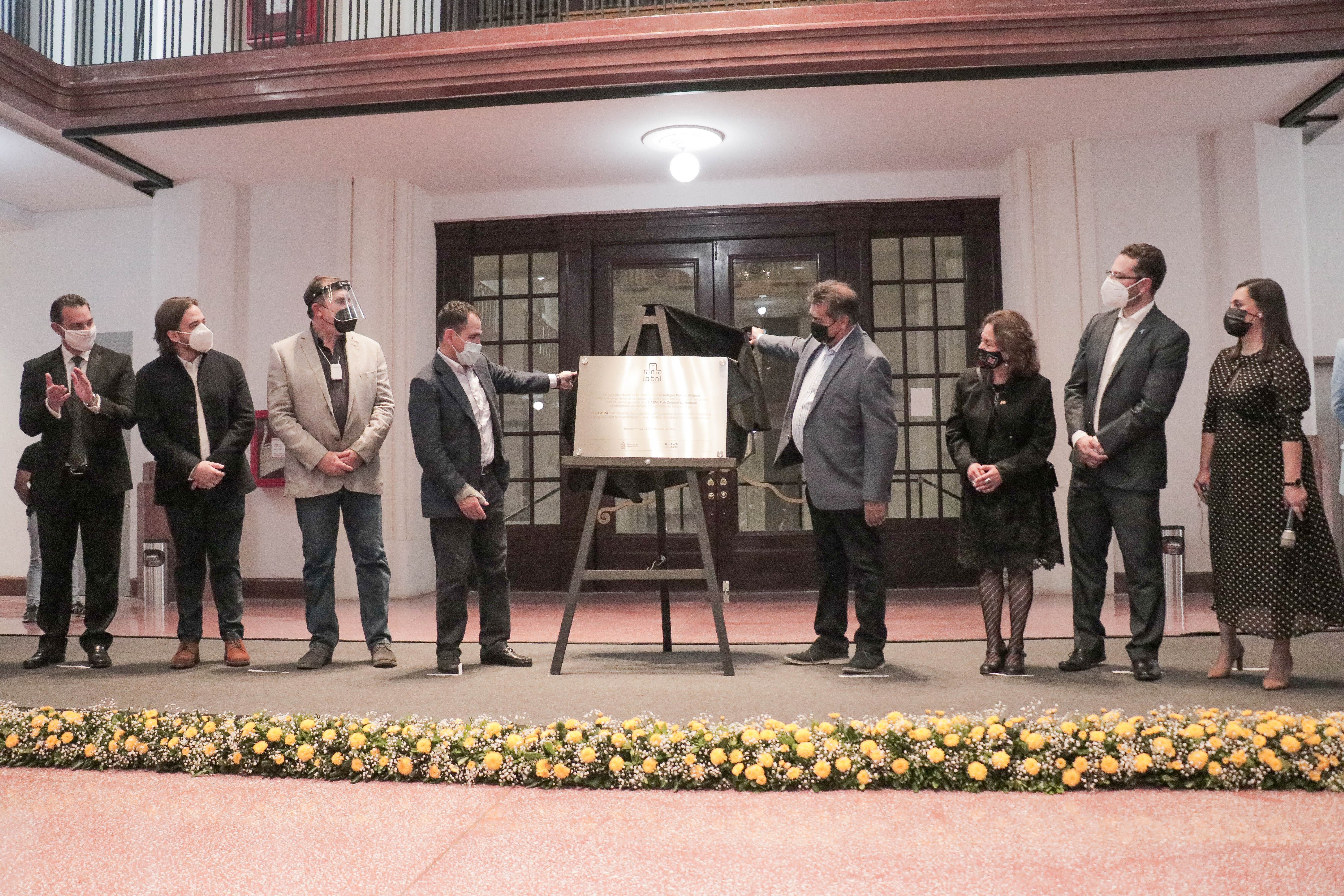
Develación de placa conmemorativa por inauguración oficial de LABNL

Desde febrero de 2023, LABNL dejó de ser administrado por CONARTE y pasó a formar parte de la estructura de proyectos de la Secretaría de Cultura de Nuevo León.

### Inauguración
LABNL Lab Cultural Ciudadano se inaugura oficialmente el 27 de febrero de 2021. A este evento se reúnen diversas personas del entorno cultural y político de Nuevo León y México, que incluyó recorridos guiados por el espacio, interpretaciones artísticas de danza, poesía y música y una develación de placa conmemorativa del evento.Así, nace este espacio como una iniciativa para fomentar iniciativas ciudadanas que encuentren -mediante prototipos- soluciones a problemáticas compartidas e incentiven el bien común, con una metodología de colaboración, experimentación y creatividad colectiva.

### Apertura del espacio

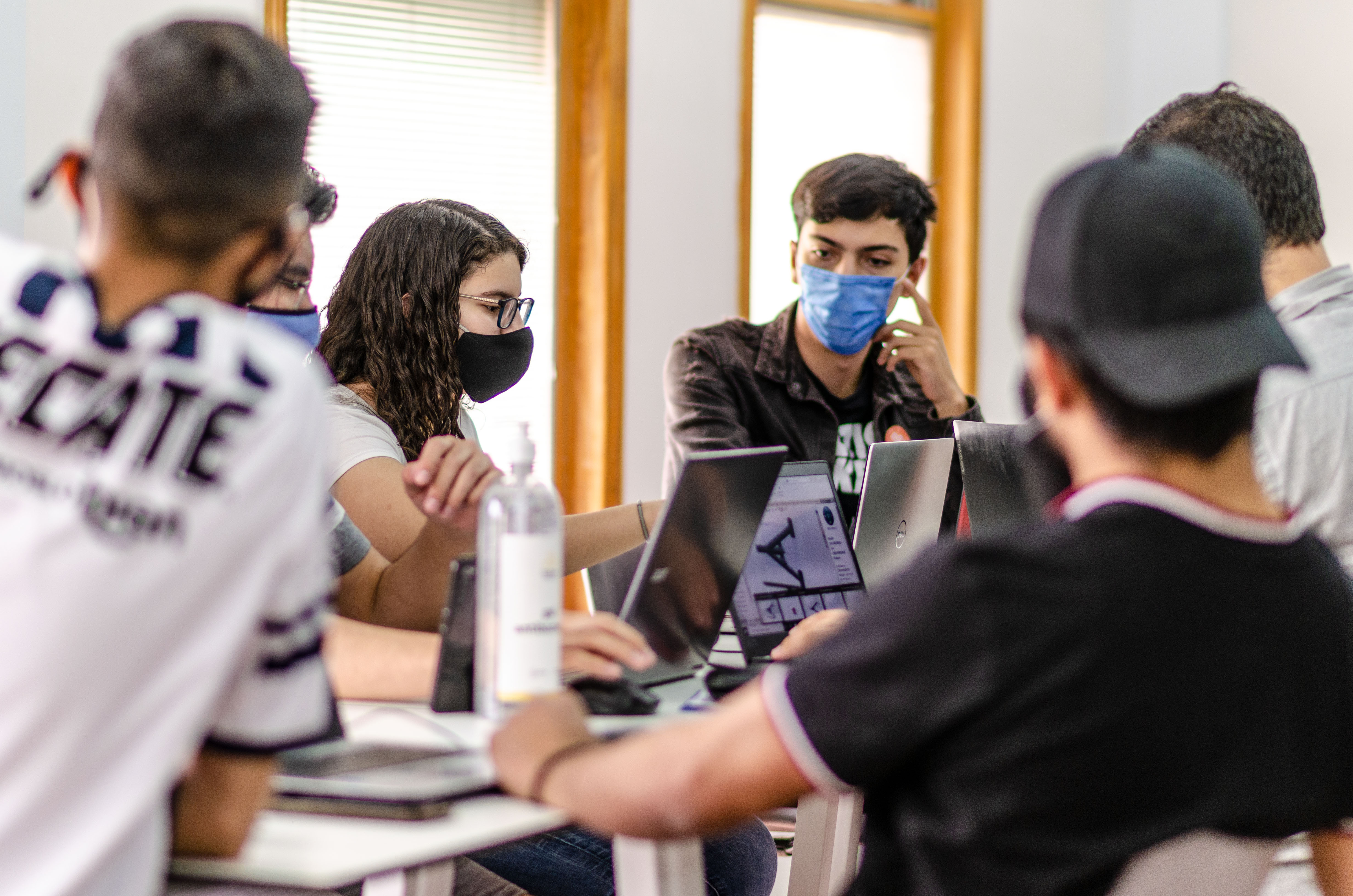
Uso espacios de LABNL por parte de ciudadanos

LABNL Lab Cultural Ciudadano abrió sus puertas el 9 de marzo de 2021. Esta fecha marca el inicio de sus actividades al comenzar a utilizar sus 7228 m2 en total de 34 espacios de trabajo.
Su apertura significó el primer laboratorio ciudadano en Nuevo León y, por las dimensiones de su espacio, el más grande de Iberoamérica.  

## Funcionamiento
LABNL opera bajo un sistema de trabajo basado en la normativa internacional de laboratorios ciudadanos y con el que rige el diseño de sus actividades y propuestas con la ciudadanía. 

### Modelo
La propuesta del modelo de trabajo se construye bajo una visión circular conformada por cinco procesos:
1. Propuesta
2. Colaboración
3. Mediación
4. Experimentación
5. Documentación[15]

### Ejes de trabajo
LABNL impulsa cuatro ejes de trabajo bajo los cuales se desarrollan sus actividades, buscando que cada proyecto o actividad abarque uno o varios de sus ejes:
1. Ciudad.
2. Artes.
3. Memoria.
4. Cultura digital.[16]

### Comité asesor
El LABNL forma un Comité Técnico Asesor que funciona como guía del proyecto, y conformado por especialistas en temas de laboratorios, innovación y participación ciudadana. Las personas que conforman este Comité Asesor son:
- Carmen Junco, presidenta de la Escuela de Humanidades y Educación del Tec de Monterrey
- Alejandra Fernández, presidenta del Centro Roberto Garza Sada de la UDEM
- Inés Sáenz, Vicepresidenta de Inclusión, Impacto Social y Sostenibilidad del Tec de Monterrey
- Pablo Pascale, director de Innovación Ciudadana de la Secretaría General Iberoamericana
- Marcos García, ex-director de Medialab-Prado
- María García Holley, directora de artes del British Council
- Antonio Lafuente, teórico de laboratorios ciudadanos.[17]

### Concepto de laboratorio ciudadano
El concepto de laboratorio ciudadano se desprende, desde el punto de vista teórico, de investigaciones llevadas a cabo durante el siglo XX, como ‘The City’, de Robert E. Park o ‘La Vida en el laboratorio’ de Bruno Latour y Steve Woolgar, quienes plantearon en dichas publicaciones el concepto de ciudad como un laboratorio mismo y a sus habitantes como agentes de transformación y creación de conocimiento.

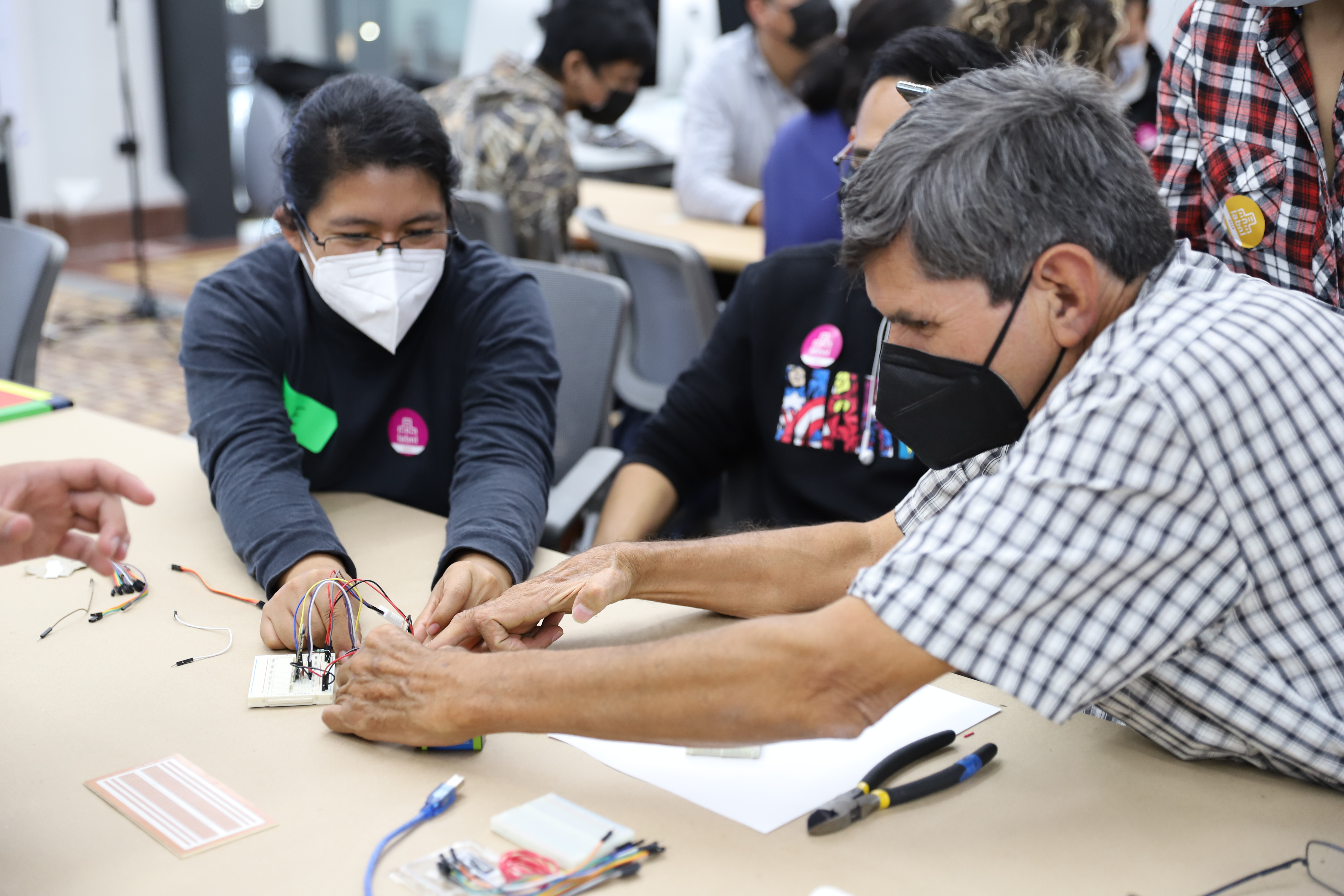
Actividad de sistema de medición de temperatura con arduino

Estos antecedentes teóricos se refuerzan de otros espacios que crean y comparten conocimiento tales como bibliotecas, museos o universidades; en estas últimas es donde podemos ubicar el surgimiento de laboratorios de innovación en universidades de Estados Unidos que parten de la cultura maker: fabricar e innovar mediante la tecnología, utilizando diferentes tipologías como tales como los Fab Labs o Makerlabs, ubicando al MIT Media Lab, fundado en 1985 como uno de los precedentes más reconocibles para estos espacios de cocreación colaborativa. 
Entonces, definimos a los laboratorios ciudadanos no solo como un espacio físico o digital, sino como un cúmulo de herramientas y metodologías que toman como premisa la creación y experimentación colectiva, siendo inclusivos en las comunidades en la que se instalan, resolviendo problemáticas compartidas en común desde la colaboración entre ciudadanos con un enfoque indisciplinar, abierto, experimental, diverso y no lucrativo.
Como referencias de otros laboratorios ciudadanos, podemos mencionar a Laboratorio de Innovación Ciudadana en Cartagena, Colombia; el Lab del Procomún en Sao Paulo, Brasil; MediaLab Matadero en Madrid, España; o el Laboratorio de Aragón de Gobierno Abierto.  

## Sede

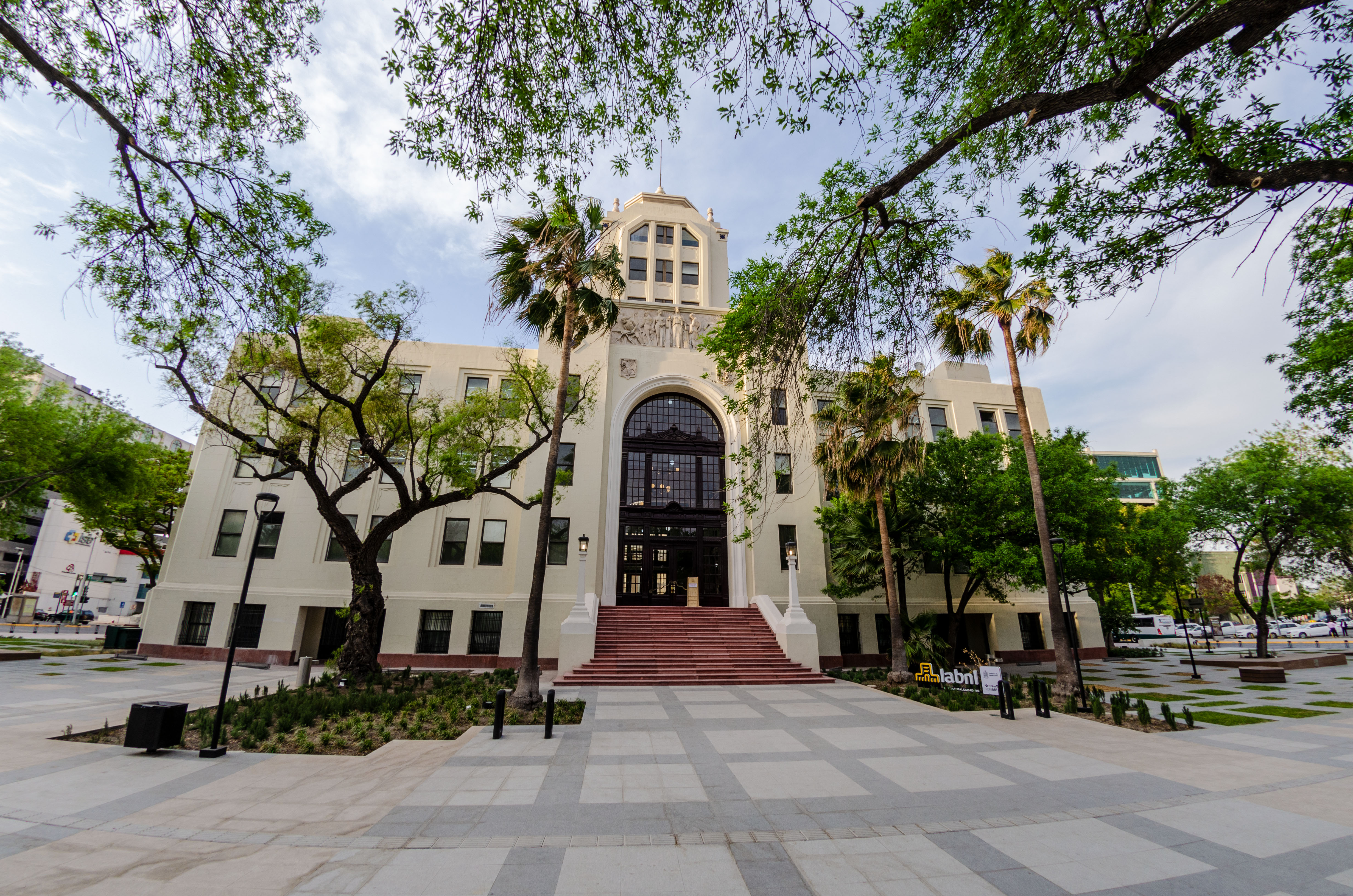
Fachada sur de LABNL

LABNL se encuentra ubicado en el Antiguo Palacio Federal, edificio que forma parte del patrimonio arquitectónico de Nuevo León. Este inmueble fue construido con el objetivo de ser la sede de las oficinas federales en Nuevo León; su edificación ocurrió entre los años 1928 y 1929, entrando en funciones para el año de 1930.
Ubicado en el centro de la ciudad de Monterrey, detrás del Palacio de Gobierno del estado, el Antiguo Palacio Federal fue diseñado por el arquitecto Augusto Petricioli, quien delineó su arquitectura ecléctica, con una mezcla de estilos art déco, indigenista y californiano, proyectado en 10 niveles con estructura interna metálica, convirtiéndolo en el edificio más alto y moderno de la ciudad en su época de edificación.

### Rehabilitación del espacio
El Antiguo Palacio Federal ha tenido una diversidad de funciones en su interior: en su origen fueron oficinas del gobierno federal, por lo que era sede de las oficinas centrales de correo y telégrafo, esto implicó que llegara a formar parte de la memoria colectiva de los neoloneses como ‘Edificio de correos’ o ‘Antiguo edificio de correos’.

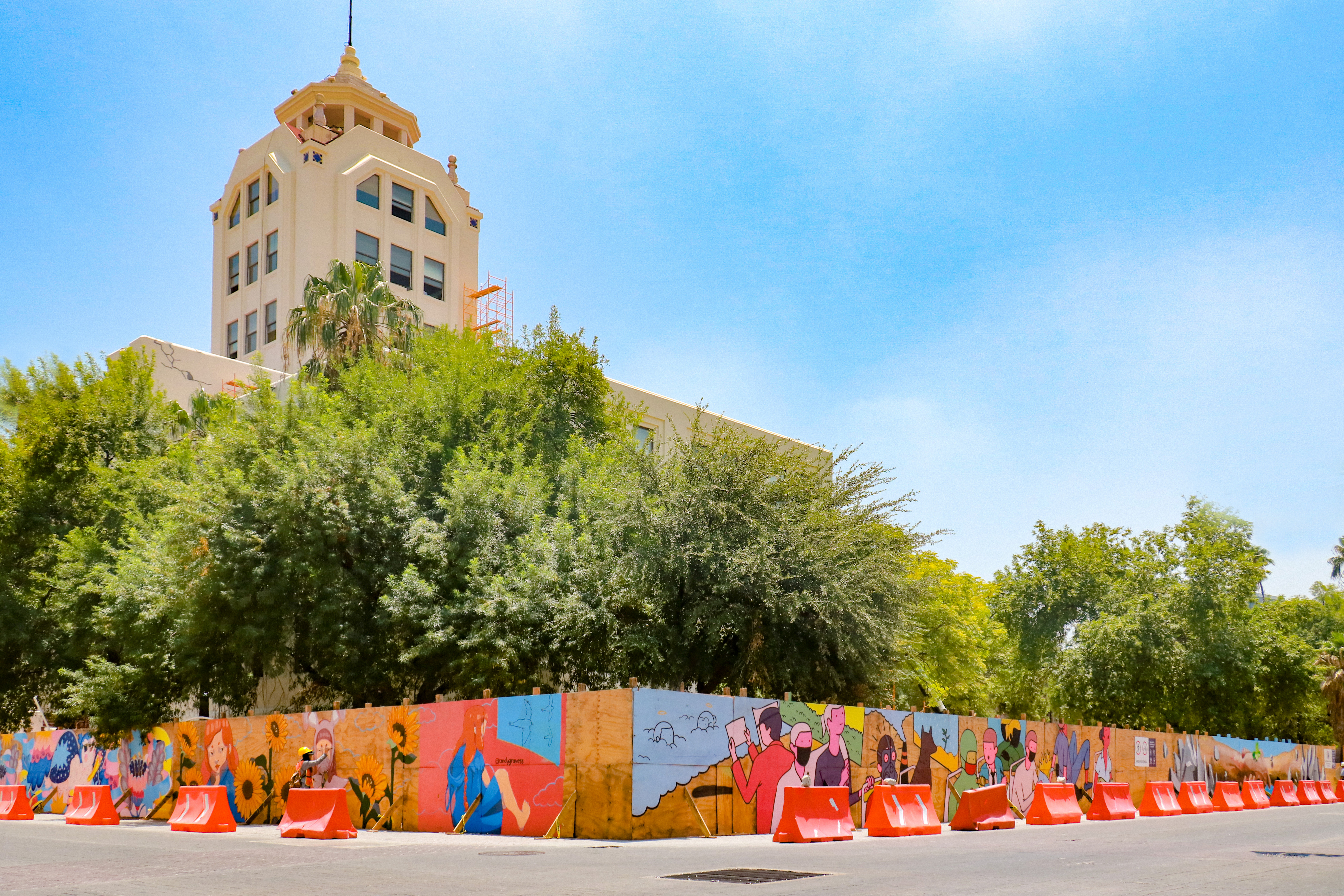
Antiguo Palacio Federal durante su proceso de rehabilitación

Tras un decreto emitido en 1994 por la presidencia de la república de México, se decide que este inmueble deberá tener una vocación cultural, lo que conlleva a la instalación de galerías y talleres de arte, presentación de libros y oficinas de CONARTE, hasta que en 2013 se informa que el gobierno estatal del entonces gobernador Rodrigo Medina trasladará a este edificio las oficinas de la Secretaría de Obras Públicas de Nuevo León, lo que implicaría la mudanza de sus espacios de índole cultural.
Finalmente, en mayo de 2019 se anuncia que el Antiguo Palacio Federal pasaría por un proceso de rehabilitación para convertirse en LABNL Lab Cultural Ciudadano, una intervención que implicaría habilitar sus 10 niveles en un espacio de producción cultural para la ciudadanía y la creación de la Explanada Cultural en su exterior, con una inversión de 107.9 millones de pesos.

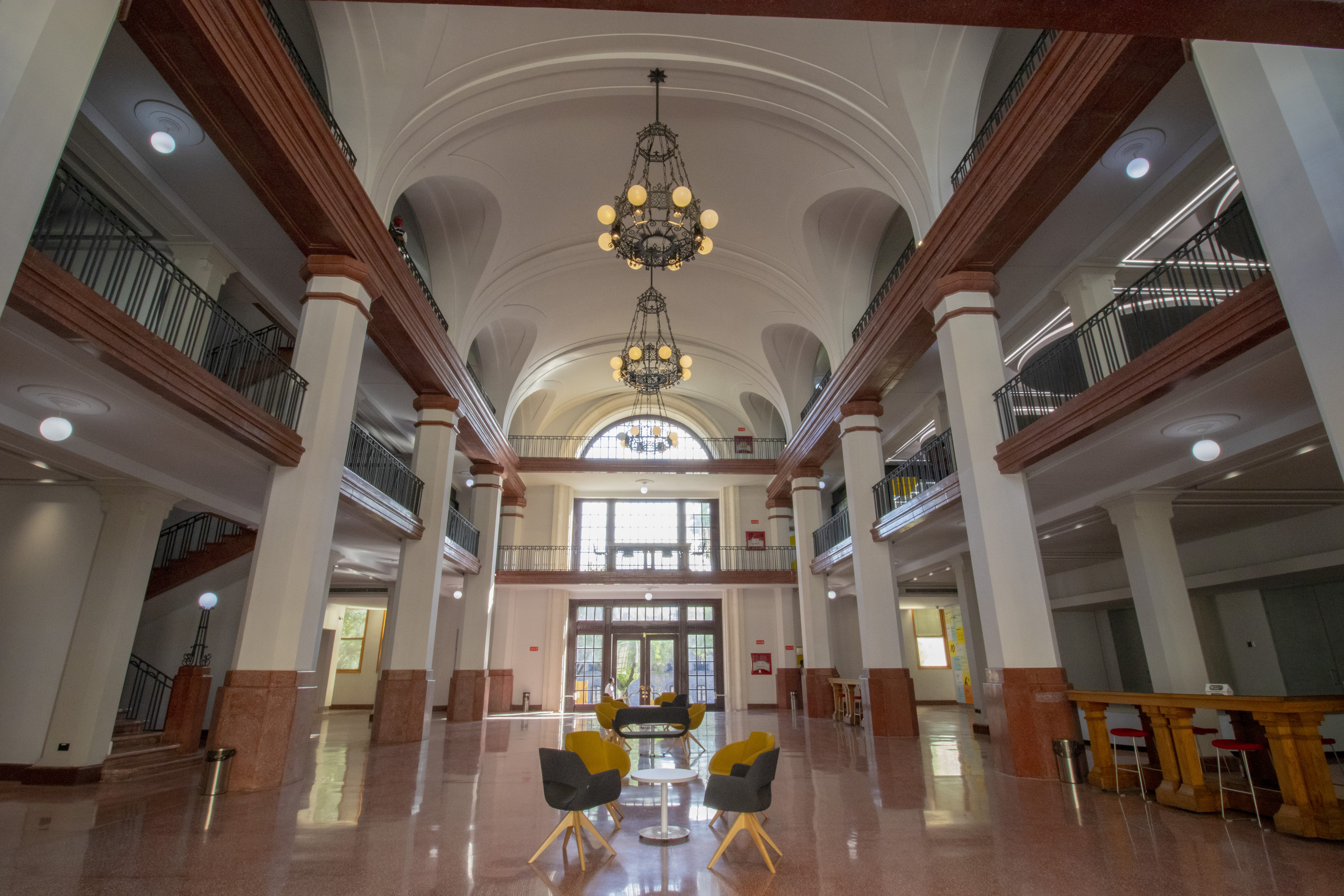
Vestíbulo de LABNL

Este proceso de rehabilitación daría inicio en julio de 2020, con un proyecto arquitectónico desarrollado por Manuel Martínez, y la supervisión de la Dirección de Patrimonio y Culturas Populares de CONARTE, así como del arquitecto Héctor Domínguez, especialista en patrimonio. Esta adecuación contó con el aval del Instituto Nacional de Bellas Artes y Literatura, al ser el Antiguo Palacio Federal un inmueble que forma parte del patrimonio cultural material de Nuevo León.
Los trabajos realizados incluyeron con el resane de los elementos ornamentales y accesos de sus cuatro fachadas, la renovación de sus instalaciones eléctricas y servicios, así como de su mobiliario y estructura interna, adecuación de espacios, procesos de limpieza y restauración de elementos y mobiliarios originales;  instalación de bandera, habilitar espacios exteriores como sus terrazas y un mirador.

## Proyectos y actividades
Las actividades y proyectos de LABNL buscan promover el bien común mediante la producción cultural abierta ciudadana. Se busca que estos proyectos sean: experimentales, abiertos, colaborativos, inclusivos y no lucrativos.
Entre las actividades de su programa se llevan a cabo: 
| Actividades                                                     | Descripción |
| --------------------------------------------------------------- | --- |
| Sesiones de prototipado                                         | Dinámica horizontal que implica la búsqueda de soluciones a una problemática compartida en común. Se trabaja mediante dos convocatorias: la primera para promover ideas acorde a una temática y la segunda para colaboradores de los proyectos sugeridos.                                                                                            |
| Proyectos ciudadanos                                            | Surgen desde ideas ciudadanas que buscan experimentación colectiva y son llevadas a cabo por ciudadanos de manera colaborativa en sesiones de trabajo extensas y acompañados por un equipo especializado de mediación. El objetivo es prototipar una solución creativa, replicable e innovadora para el bien compartido entre una o más comunidades. |
| Diálogos abiertos                                               | Encuentros entre ciudadanos en los que se suscitan conversaciones que invitan a la reflexión sobre diversas temáticas, contando con la participación de un especialista que promueve el diálogo. |
| Programa de residencias                                         | Programa que permite la participación de especialistas en diversas áreas de conocimiento provenientes de otras partes a nivel regional, nacional e internacional. |
| Aprender haciendo                                               | Sesiones de aprendizaje colaborativo acompañados de personas expertas con el objetivo de aprender a través del hacer. |
| Biblioteca de Memorias Compartidas                              | Encuentro donde personas se reúnen y reflexionan en torno a un tema en específico desde la narrativa oral, compartiendo historias, anécdotas y memorias ciudadanas. |
| Maratones                                                       | Sesiones de larga duración, enfocadas en Editatones, Hackatones, Modelatones y Mapatones. |
| FestiLAB                                                        | Festival organizado y llevado a cabo dentro de LABNL, así como en su explanada cultural. Las actividades incluyen exposiciones, presentaciones de proyectos llevados a cabo en el espacio, instalación para skatepark, sesiones de juego, etc. |
| Residencias de espacios para la creación artística experimental | Estancias de trabajo de un artista o colectivo que incentiva proyectos que partan de la experimentación, al mismo tiempo que se promueve la interacción y participación ciudadana, utilizando espacios específicos de producción de LABNL. |
| Mediación Investigación Creación MIC                            | Programa que surge desde el equipo de mediación de LABNL. Su objetivo es fomentar proyectos desde la investigación para conformar comunidades prácticas de aprendizaje, prototipando soluciones a diversas problemáticas compartidas en comunidad.                                                                                                   |
| Comunidades prácticas de aprendizaje                            | Sesiones continuas de encuentro entre ciudadanos con el objetivo de generar herramientas y aprendizajes mediante la experimentación y colaboración. |

Galería de imágenes
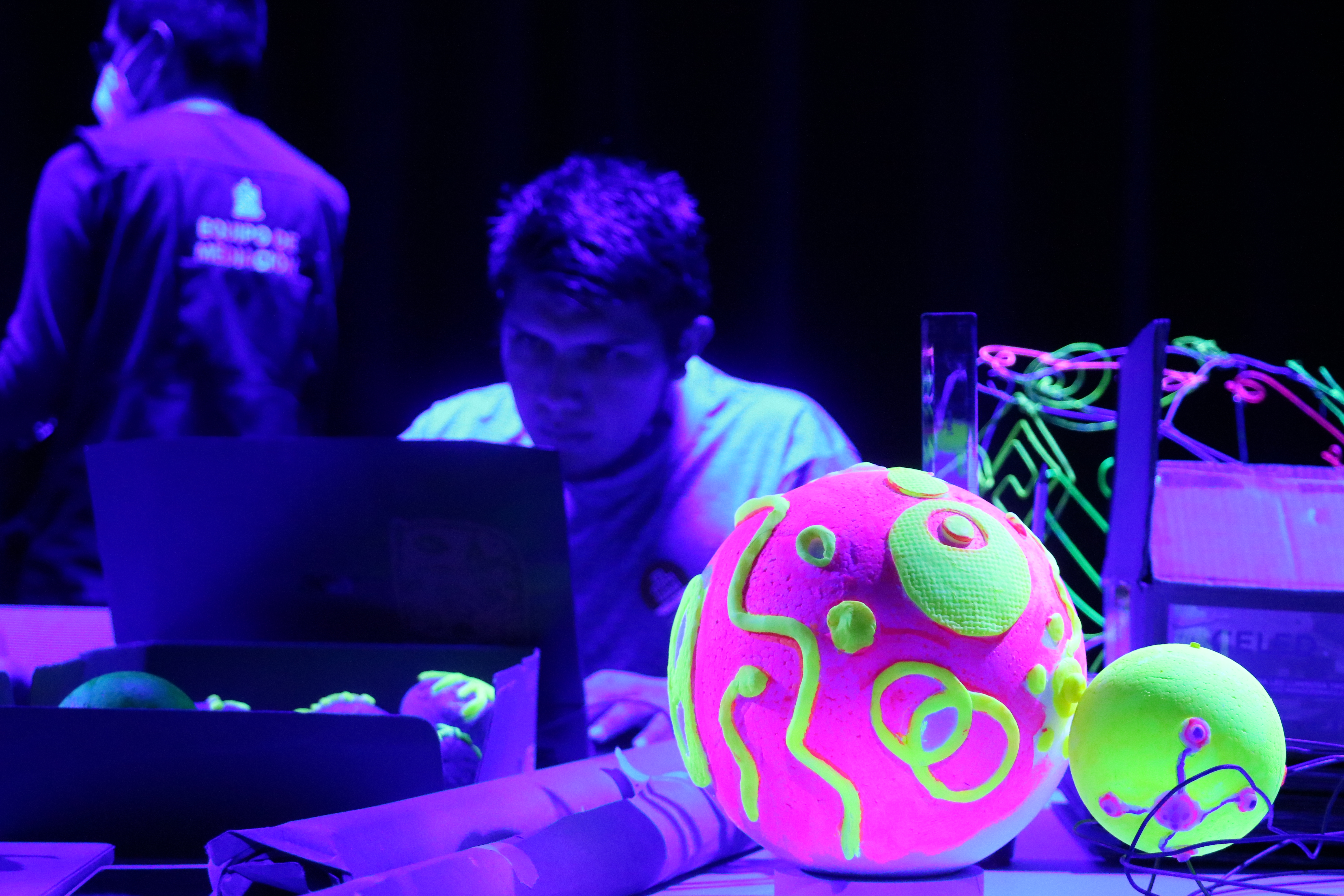
Prototipado de piezas inspiradas en petroglifos de Boca de Potrerillos, zona arqueológica ubicada en Mina, Nuevo León
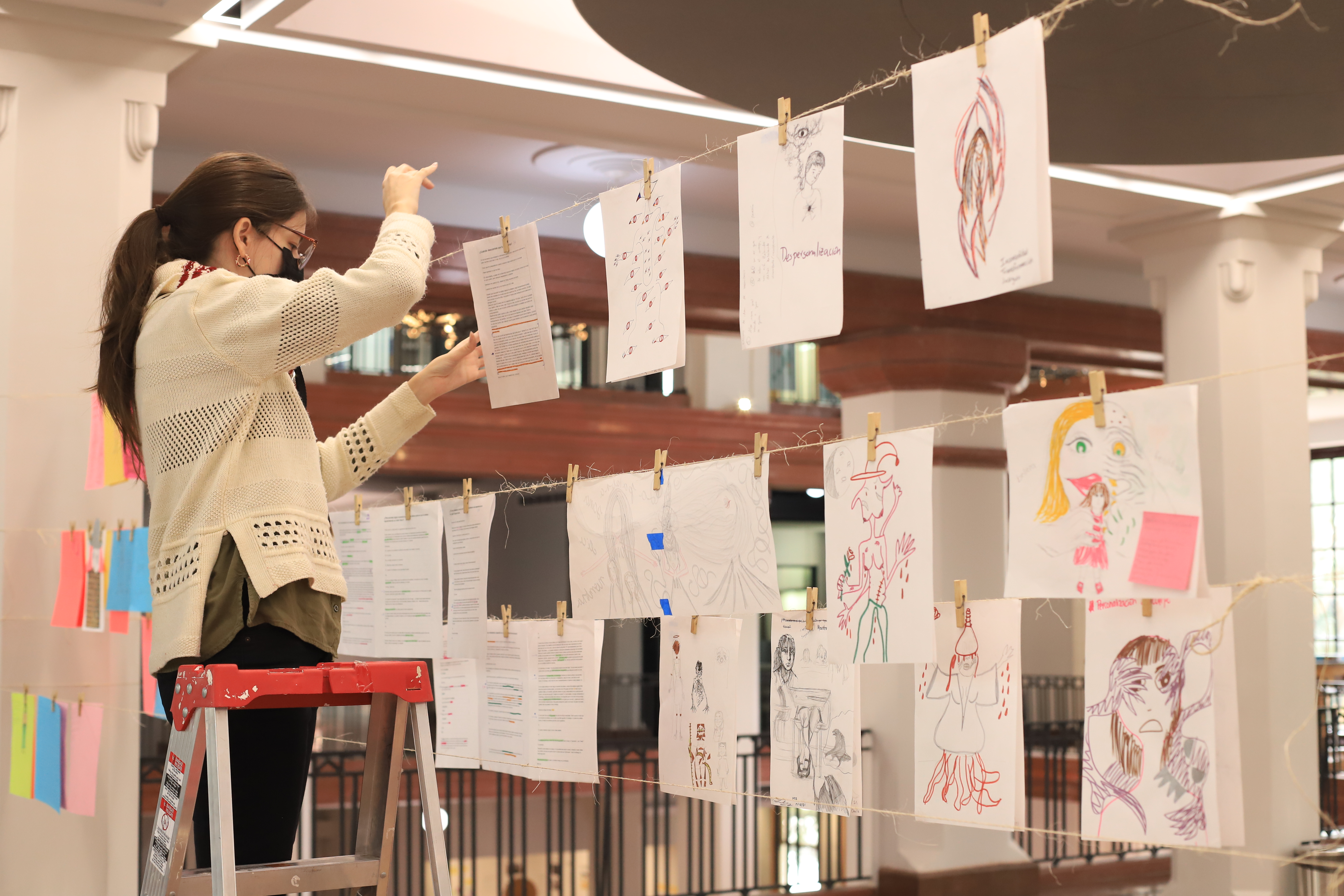
Exposición de proyecto "Cuerpos sin expectativas"
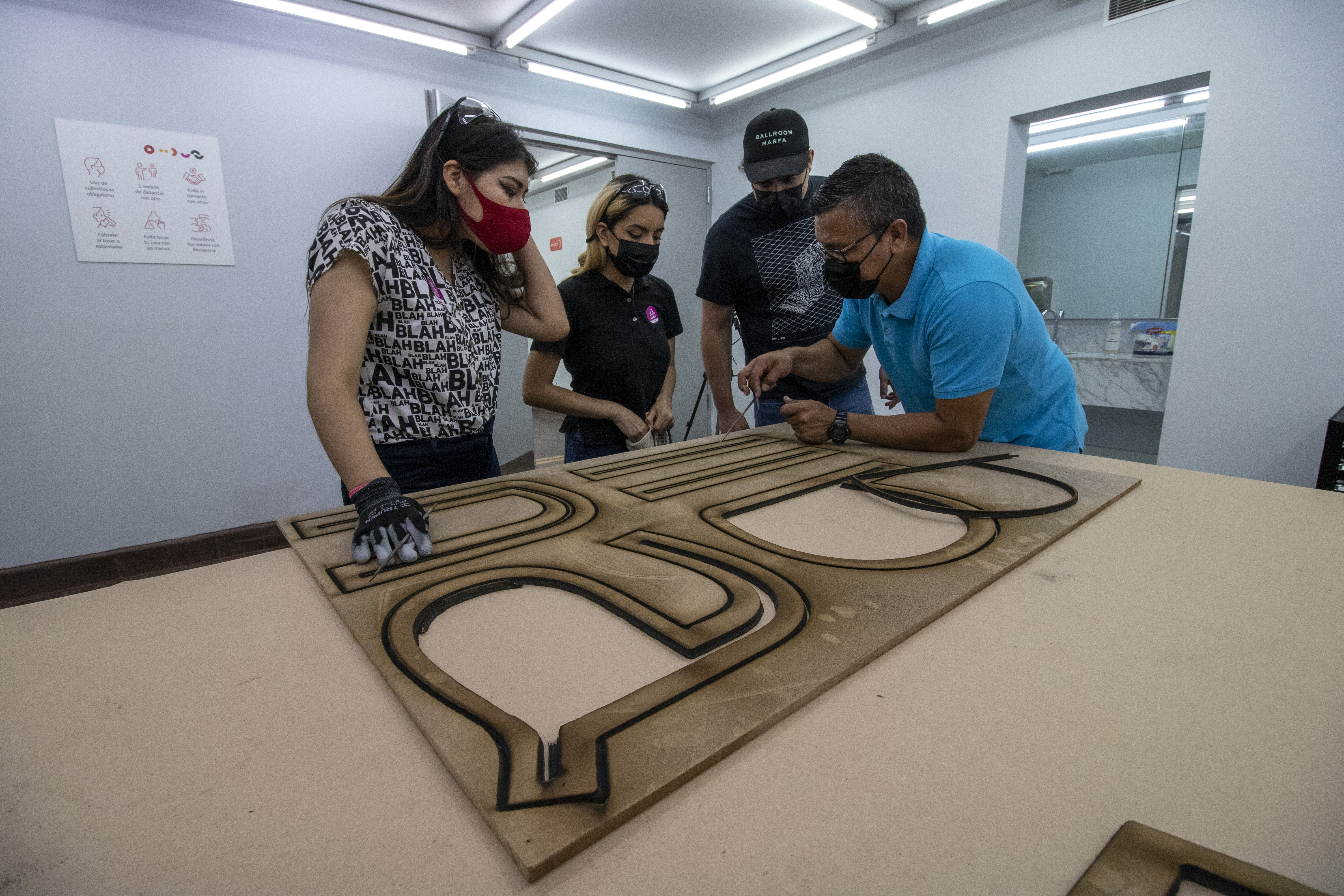
Colaboradoras en la actividad 'Martes de fabLAB'
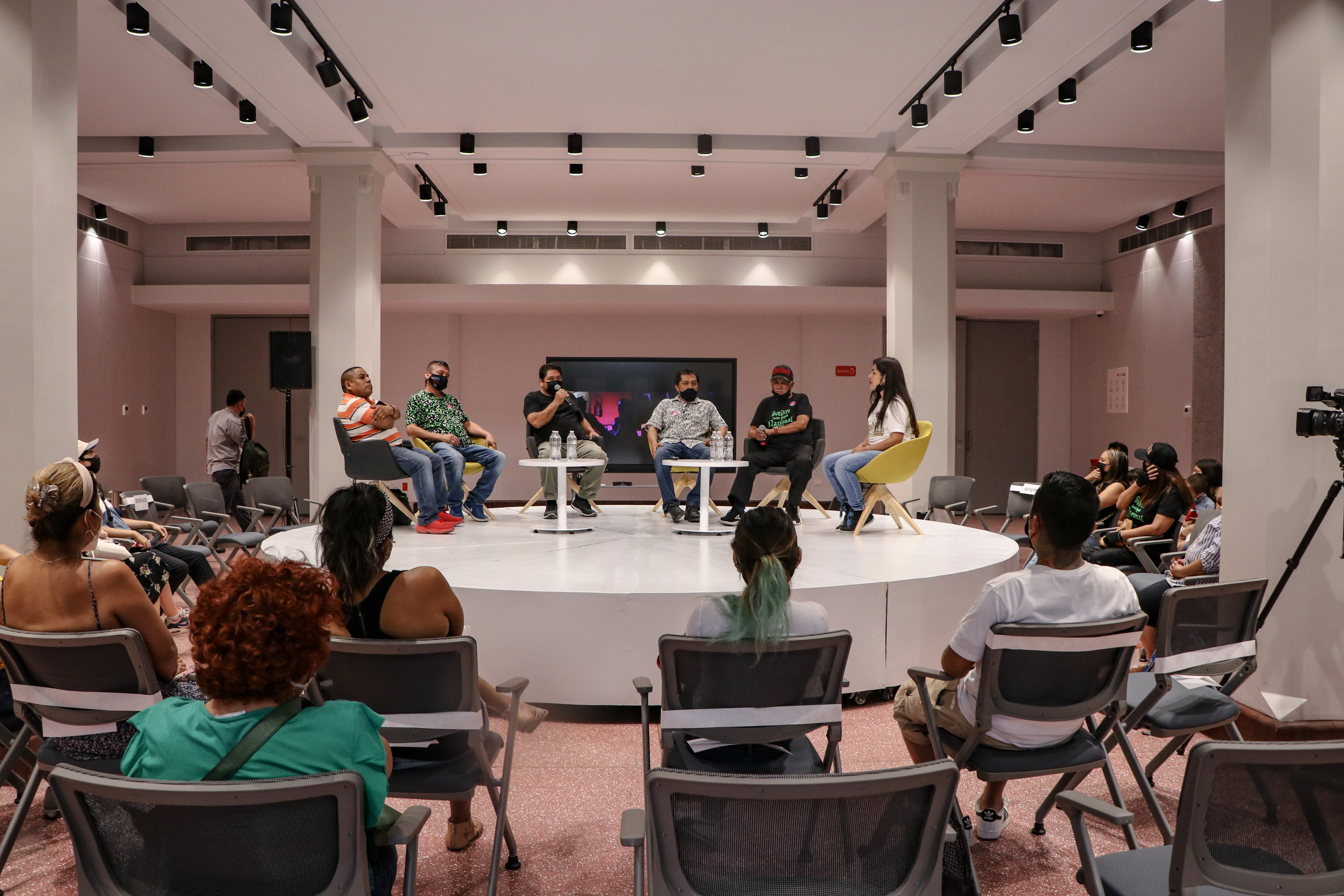
Diálogo abierto 'Damita y caballero, porque sino baila con ésta, no baila con nada... y ... ¡Pon buenas, Raulón! es la Independencia: Sintonía sonidera?'
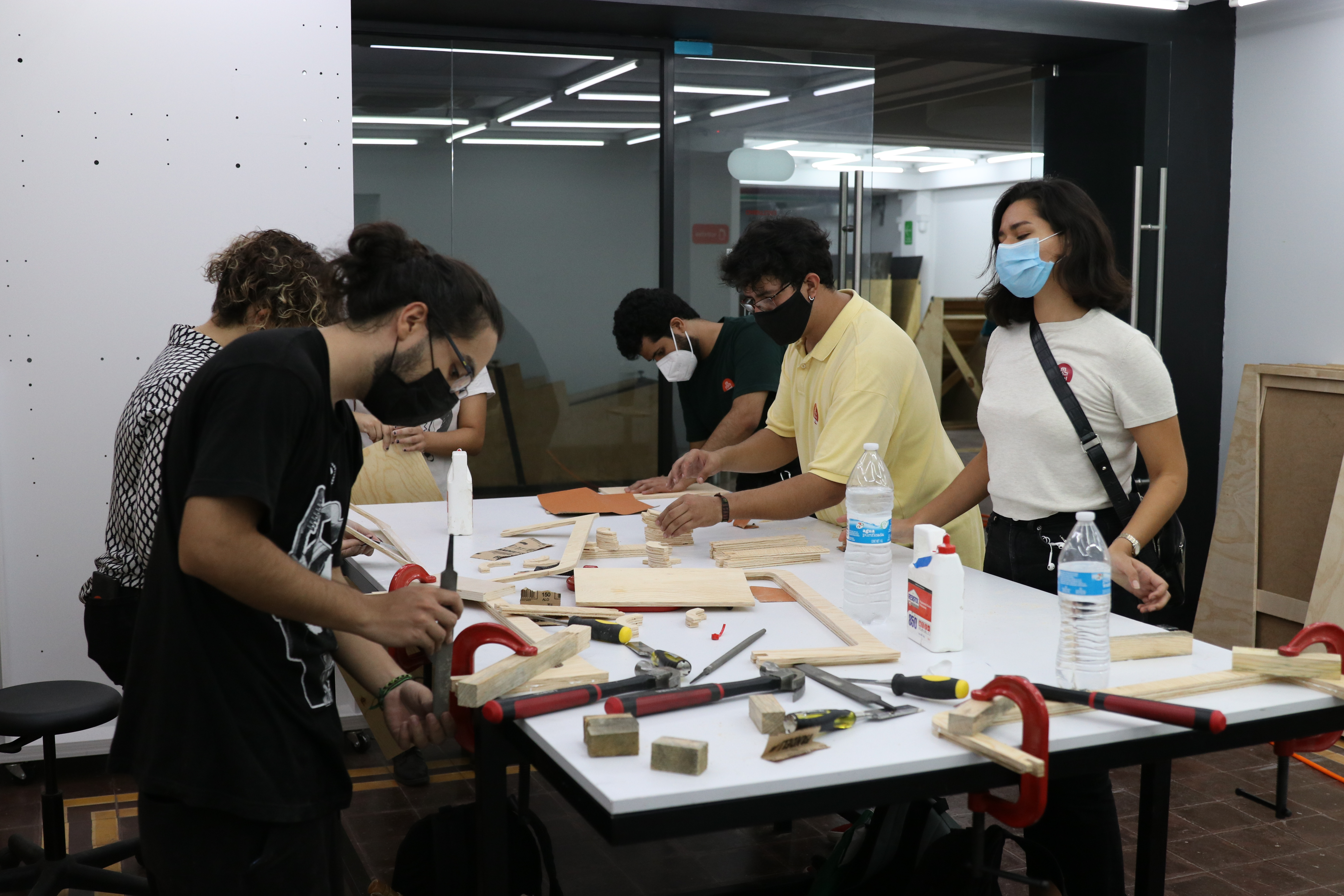
Sesión de prototipado de 'Mobiliario para skateboarding'
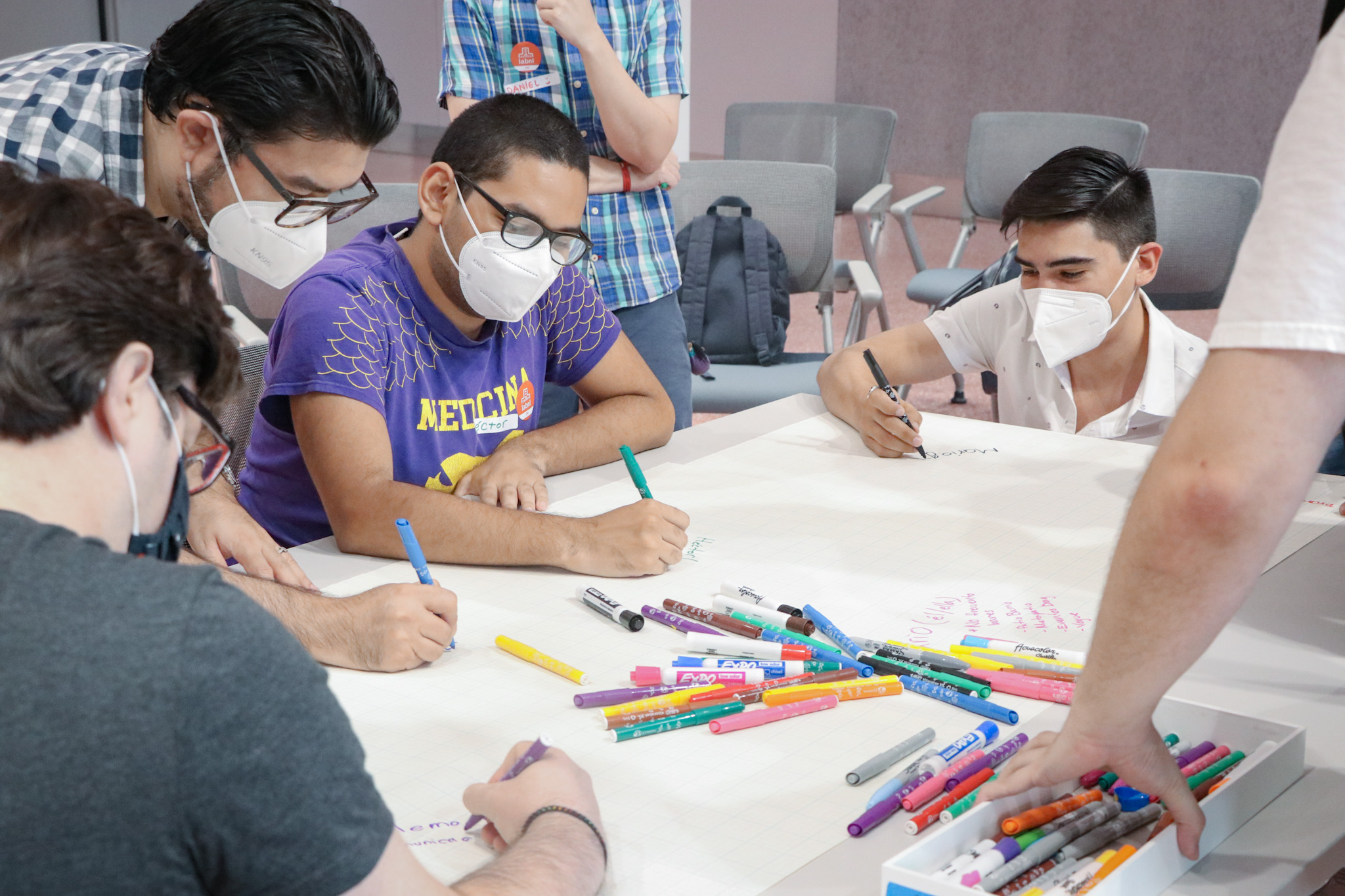
Mapeo de espacios seguros para la comunidad LGBTQ+ en el centro de Monterrey
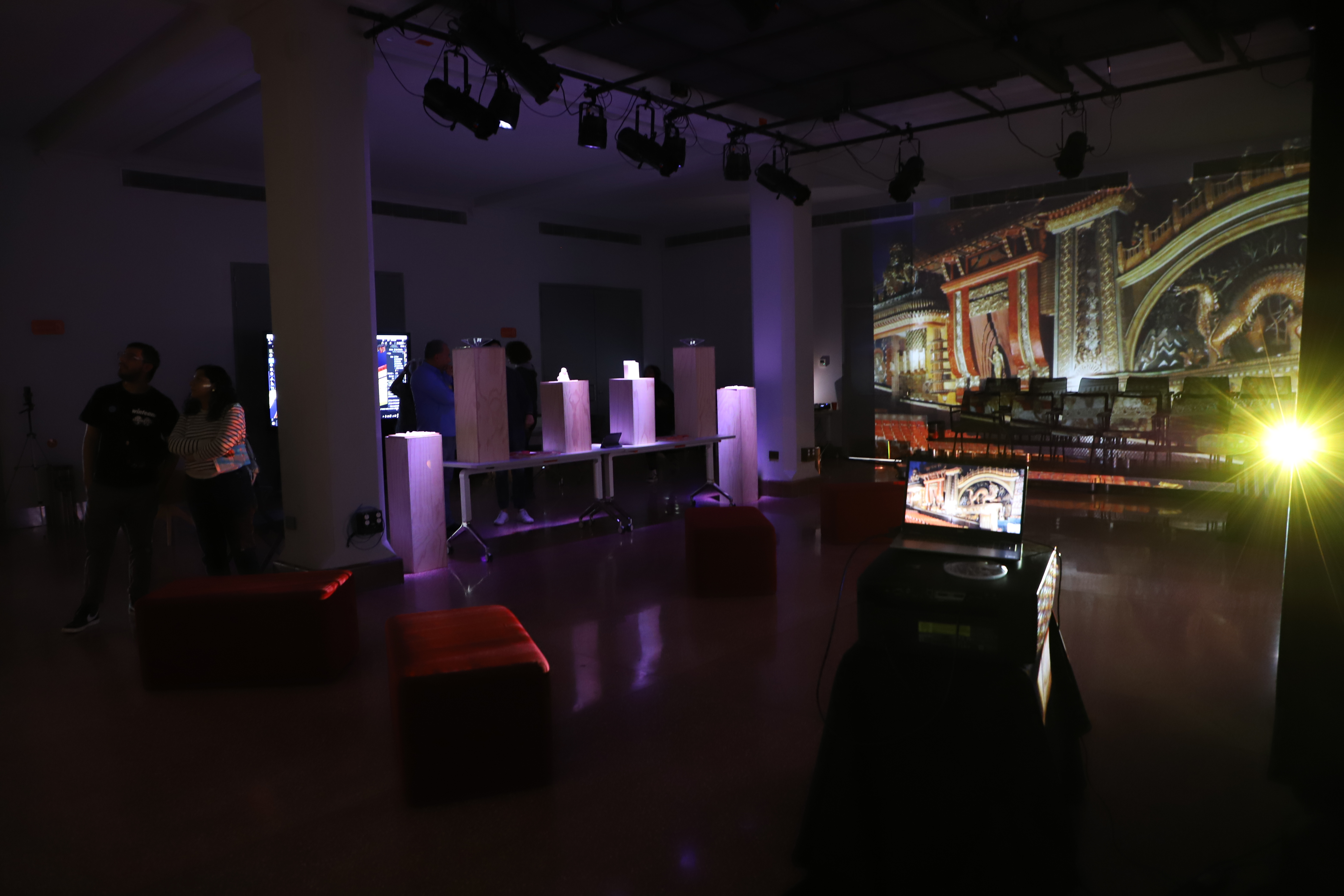
Experiencia inmersiva para re-visitar el desaparecido Cine Elizondo.
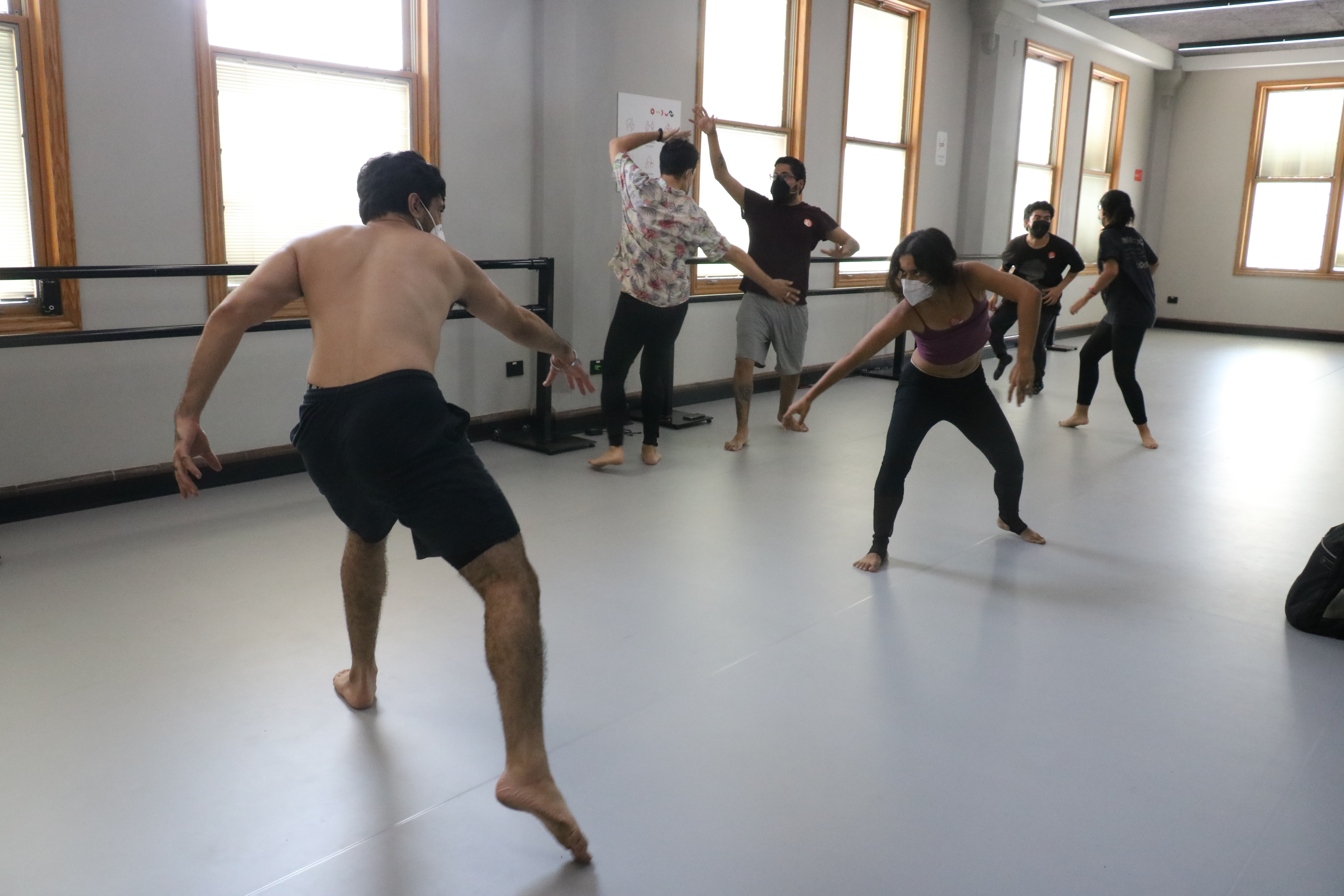
Sesión de proyecto ciudadano 'Sanando la contingencia'
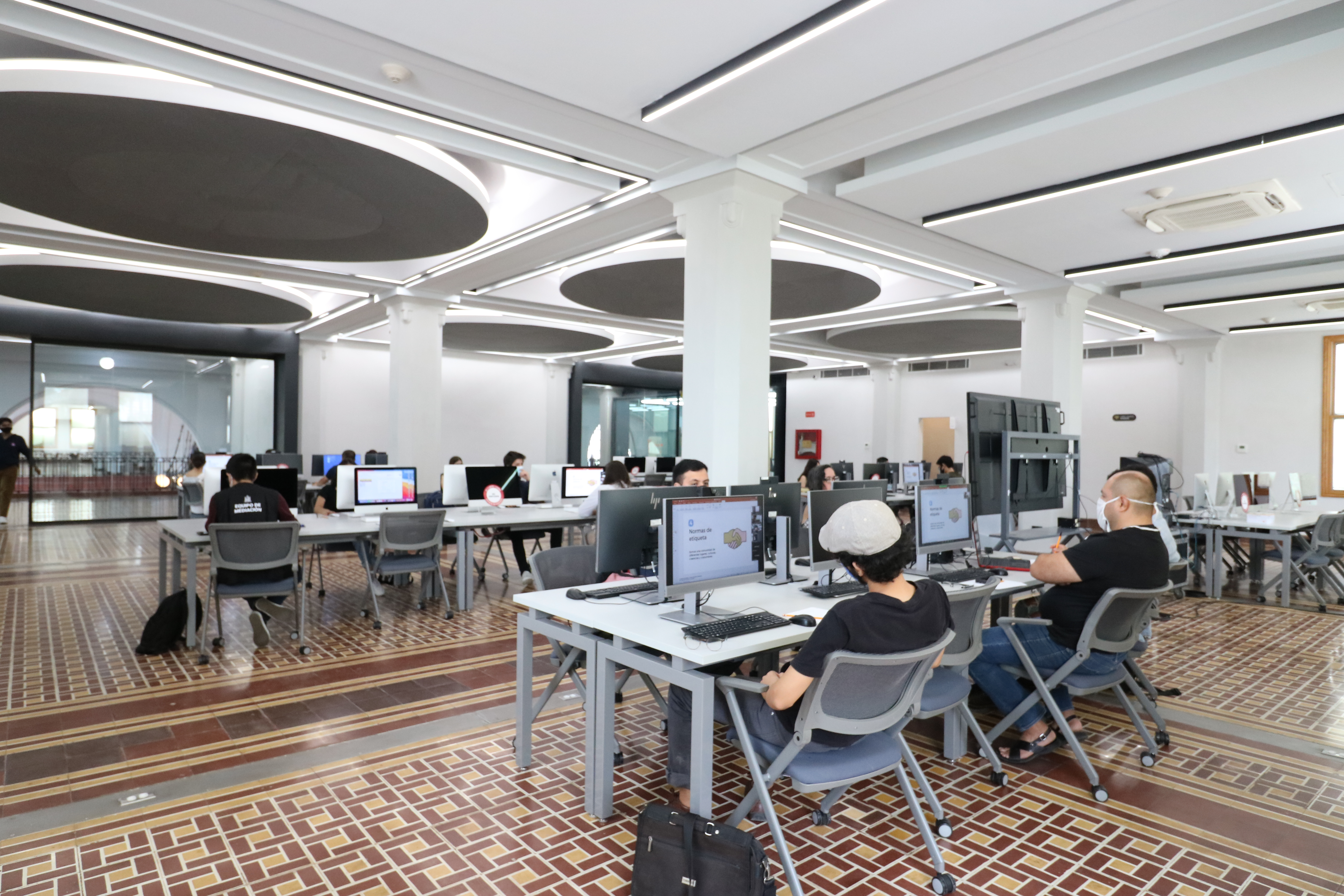
Editatón 'Sitios Icónicos', realizado en el espacio de producción digital de LABNL.
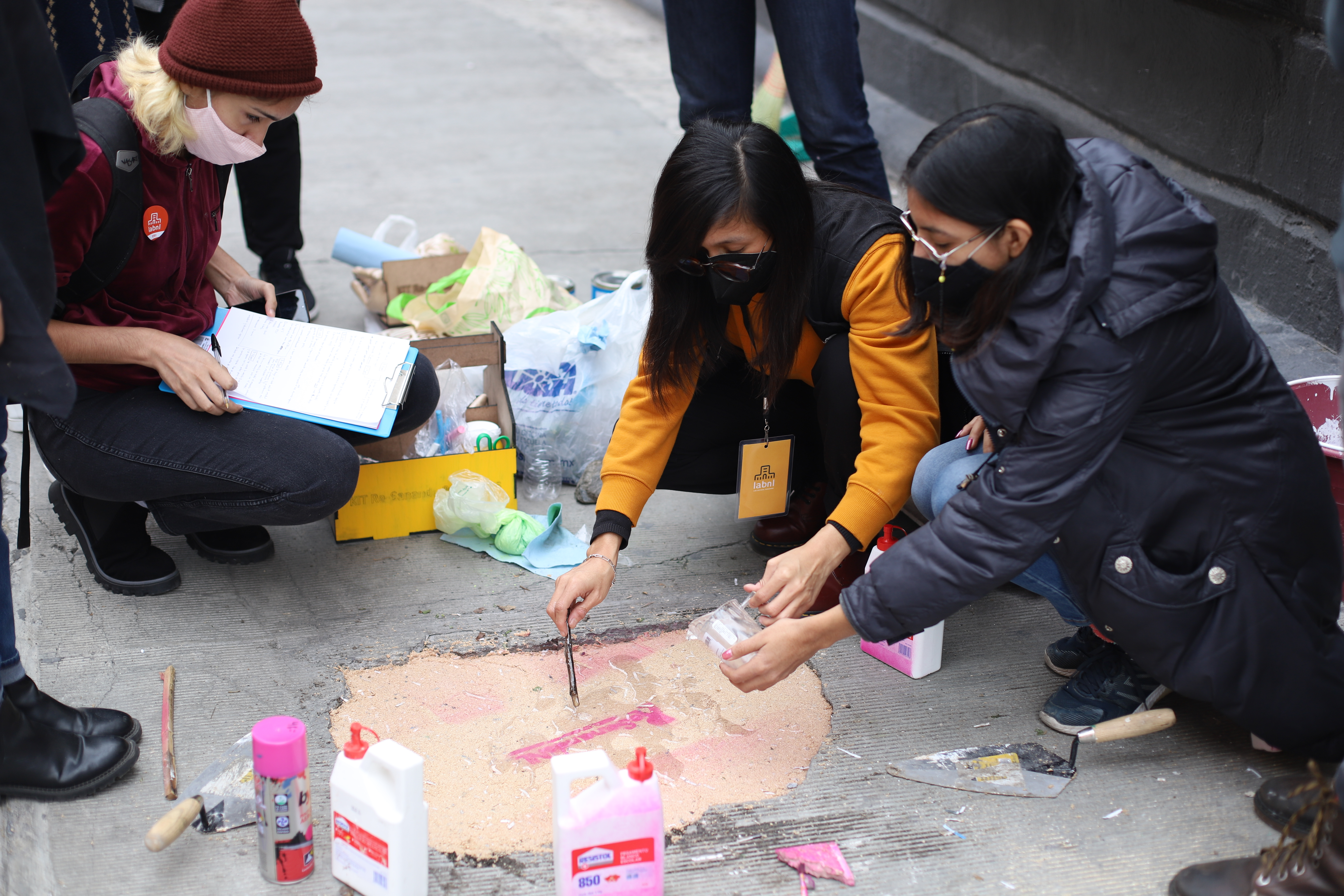
Resane de banquetas con materiales reciclados, realizado por la Comunidad 'MAS Ciudad'
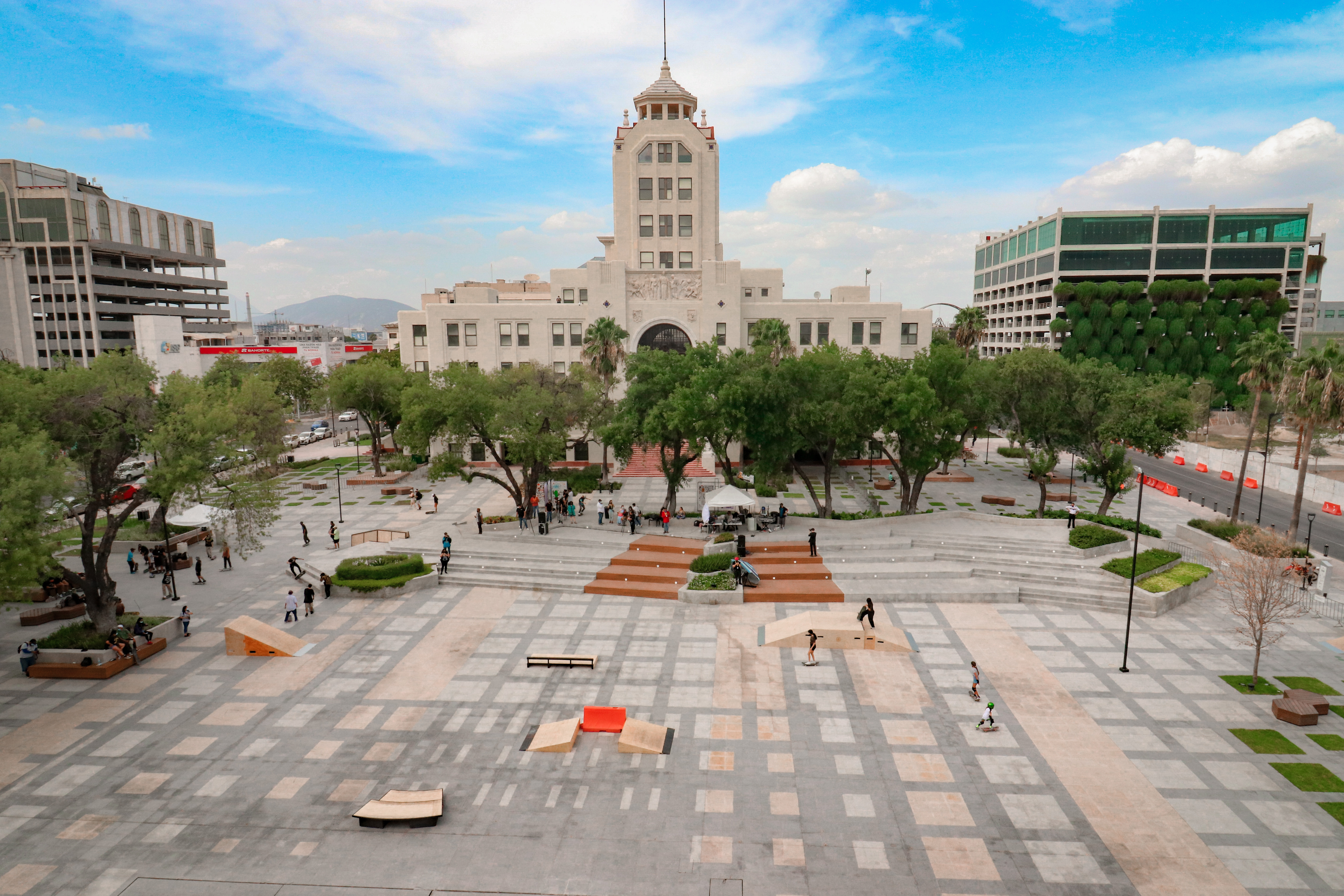
Competencia Skateboarding realizada con rampas prototipadas por ciudadanos y con sede en la Explanada Cultural de LABNL